# Hanns Jana
Hanns Jana, född den 18 juli 1952 i Tauberbischofsheim, Tyskland, är en västtysk fäktare som tog OS-silver i herrarnas lagtävling i värja i samband med de olympiska fäktningstävlingarna 1976 i Montréal.